# Золотая медаль имени Н. И. Вавилова
Золотая медаль имени Н. И. Вавилова — научная награда Российской академии наук. С 1997 года присуждается Отделением общей биологии (ООБ) Российской академии наук за выдающиеся работы в области генетики, селекции и растениеводства.

Обратная сторона медали

## Награждённые учёные
| Год  | Лауреат премии                   | За какие работы |
| ---- | -------------------------------- | --- |
| 1997 | Шестаков, Сергей Васильевич      | За цикл работ по генетике цианобактерий |
| 2002 | Андреев, Лев Николаевич          | За серию работ по иммунитету растений |
| 2007 | Шумный, Владимир Константинович  | За серию работ «Изучение явлений гетерозиса, полиплоидии, хромосомной и генной инженерии у растений, а также создание ценных селекционных форм» |
| 2012 | Захаров-Гезехус, Илья Артемьевич | За цикл работ «Цитоплазматическая наследственность»                                                                                             |
| 2017 | Инге-Вечтомов, Сергей Георгиевич | За серию работ «Регуляция действия генов и мутационный процесс»                                                                                 |
| 2022 | Тихонович, Игорь Анатольевич     | За работы в области в области генома человека                                                                                                   |